# Palmarès du double garçons des tournois du Grand Chelem
Liste des champions de tennis ayant remporté un tournoi de double du Grand Chelem en catégorie juniors.

## Champions par années
| Légende                                                      |
| ------------------------------------------------------------ |
| 4 victoires en Grand Chelem la même année pour la même paire |
| 3 victoires en Grand Chelem la même année pour la même paire |
| 2 victoires en Grand Chelem la même année pour la même paire |

| Année | Open d'Australie                                                  | Roland Garros                                       | Wimbledon                                 | US Open                                   |
| ----- | ----------------------------------------------------------------- | --------------------------------------------------- | ----------------------------------------- | ----------------------------------------- |
| 1970  | Allan McDonald Greg Perkins                                       | Pas de tournoi                                      | Pas de tournoi                            | Pas de tournoi                            |
| 1971  | S. Marks Michael Phillips                                         | Pas de tournoi                                      | Pas de tournoi                            | Pas de tournoi                            |
| 1972  | William Durham Steve Myers                                        | Pas de tournoi                                      | Pas de tournoi                            | Pas de tournoi                            |
| 1973  | Terry Saunders Graham Thoroughgood                                | Pas de tournoi                                      | Pas de tournoi                            | Pas de tournoi                            |
| 1974  | David Carter Trevor Little                                        | Pas de tournoi                                      | Pas de tournoi                            | Pas de tournoi                            |
| 1975  | Glenn Busby Warren Maher                                          | Pas de tournoi                                      | Pas de tournoi                            | Pas de tournoi                            |
| 1976  | Charlie Fancutt P.M. McCarthy                                     | Pas de tournoi                                      | Pas de tournoi                            | Pas de tournoi                            |
| 1977* | Ray Kelly Geoffrey Thams (Déc) --- Phil Davies Peter Smylie (Jan) | Pas de tournoi                                      | Pas de tournoi                            | Pas de tournoi                            |
| 1978  | Michael Fancutt Bill Gilmour (Déc)                                | Pas de tournoi                                      | Pas de tournoi                            | Pas de tournoi                            |
| 1979  | Michael Fancutt Greg Whitecross (Déc)                             | Pas de tournoi                                      | Pas de tournoi                            | Pas de tournoi                            |
| 1980  | William Masur Craig Miller (Déc)                                  | Pas de tournoi                                      | Pas de tournoi                            | Pas de tournoi                            |
| 1981  | David Lewis Tony Withers (Déc)                                    | Barry Moir Michael Robertson                        | Pas de tournoi                            | Pas de tournoi                            |
| 1982  | Brendan Burke Mark Hartnett (Déc)                                 | Pat Cash John Frawley                               | Pat Cash John Frawley                     | Jonathan Canter Michael Kures             |
| 1983  | Jamie Harty Des Tyson (Déc)                                       | Mark Kratzmann Simon Youl                           | Mark Kratzmann Simon Youl                 | Mark Kratzmann Simon Youl                 |
| 1984  | Mike Baroch Mark Kratzmann (Déc)                                  | Luke Jensen Patrick McEnroe                         | Ricky Brown Robbie Weiss                  | Leonardo Lavalle Mihnea Nastase           |
| 1985  | Brett Custer David Macpherson (Déc)                               | Petr Korda Cyril Suk                                | Agustín Moreno Jaime Yzaga                | Joey Blake Darren Yates                   |
| 1986  | Pas de tournoi*                                                   | Franco Davín Guillermo Pérez                        | Tomás Carbonell Petr Korda                | Tomás Carbonell Javier Sánchez            |
| 1987  | Jason Stoltenberg Todd Woodbridge                                 | Jim Courier Jonathan Stark                          | Jason Stoltenberg Todd Woodbridge         | Goran Ivanišević Diego Nargiso            |
| 1988  | Jason Stoltenberg Todd Woodbridge                                 | Jason Stoltenberg Todd Woodbridge                   | Jason Stoltenberg Todd Woodbridge         | Jonathan Stark Jonathan Yancey            |
| 1989  | Johan Anderson Todd Woodbridge                                    | Johan Anderson Todd Woodbridge                      | Jared Palmer Jonathan Stark               | Wayne Ferreira Grant Stafford             |
| 1990  | Roger Pettersson Marten Renström                                  | Sébastien Lareau Sébastien Leblanc                  | Sébastien Lareau Sébastien Leblanc        | Sébastien Leblanc Greg Rusedski           |
| 1991  | Grant Doyle Joshua Eagle                                          | Thomas Enqvist Magnus Martinelle                    | Karim Alami Greg Rusedski                 | Karim Alami John-Laffnie de Jager         |
| 1992  | Grant Doyle Brad Sceney                                           | Enrique Abaroa Grant Doyle                          | Steven Baldas Scott Draper                | Jimmy Jackson Eric Taino                  |
| 1993  | Lars Rehmann Christian Tambue                                     | Steven Downs James Greenhalgh                       | Steven Downs James Greenhalgh             | Neville Godwin Gareth Williams            |
| 1994  | Ben Ellwood Mark Philippoussis                                    | Gustavo Kuerten Nicolás Lapentti                    | Ben Ellwood Mark Philippoussis            | Ben Ellwood Nicolás Lapentti              |
| 1995  | Luke Bourgeois Lee Jong-min                                       | Raemon Sluiter Peter Wessels                        | Martin Lee James Trotman                  | Lee Jong-min Jocelyn Robichaud            |
| 1996  | Daniele Bracciali Jocelyn Robichaud                               | Sébastien Grosjean Olivier Mutis                    | Daniele Bracciali Jocelyn Robichaud       | Bob Bryan Mike Bryan                      |
| 1997  | David Sherwood James Trotman                                      | José de Armas Luis Horna                            | Luis Horna Nicolás Massú                  | Nicolás Massú Fernando González           |
| 1998  | Julien Jeanpierre Jérôme Haehnel                                  | José de Armas Fernando González                     | Roger Federer Olivier Rochus              | K.J. Hippensteel David Martin             |
| 1999  | Jürgen Melzer Kristian Pless                                      | Irakli Labadze Lovro Zovko                          | Guillermo Coria David Nalbandian          | Julien Benneteau Nicolas Mahut            |
| 2000  | Nicolas Mahut Tommy Robredo                                       | Marc López Tommy Robredo                            | Dominique Coene Kristof Vliegen           | Lee Childs James Nelson                   |
| 2001  | Ytai Abougzir Luciano Vitullo                                     | Alejandro Falla Carlos Salamanca                    | Frank Dancevic Giovanni Lapentti          | Tomáš Berdych Stéphane Bohli              |
| 2002  | Ryan Henry Todd Reid                                              | Markus Bayer Philipp Petzschner                     | Florin Mergea Horia Tecău                 | Michel Koning Bas Van Der Valk            |
| 2003  | Scott Oudsema Phillip Simmonds                                    | Gyorgy Balazs Dudi Sela                             | Florin Mergea Horia Tecău                 | Annulé pour cause d'intempérie            |
| 2004  | Brendan Evans Scott Oudsema                                       | Pablo Andújar Marcel Granollers                     | Brendan Evans Scott Oudsema               | Brendan Evans Scott Oudsema               |
| 2005  | Kim Sun-yong Yi Chu-huan                                          | Emiliano Massa Leonardo Mayer                       | Jesse Levine Michael Shabaz               | Alex Clayton Donald Young                 |
| 2006  | Błażej Koniusz Grzegorz Panfil                                    | Emiliano Massa Kei Nishikori                        | Kellen Damico Nathaniel Schnugg           | Jamie Hunt Nathaniel Schnugg              |
| 2007  | Graeme Dyce Harri Heliövaara                                      | Andrei Karatchenia Thomas Fabbiano                  | Daniel Lopez Matteo Trevisan              | Jonathan Eysseric Jérôme Inzerillo        |
| 2008  | Hsieh Cheng-peng Yang Tsung-hua                                   | Henri Kontinen Christopher Rungkat                  | Hsieh Cheng-peng Yang Tsung-hua           | Nikolaus Moser Cedrik-Marcel Stebe        |
| 2009  | Francis Alcantara Hsieh Cheng-peng                                | Marin Draganja Dino Marcan                          | Pierre-Hugues Herbert Kevin Krawietz      | Márton Fucsovics Hsieh Cheng-peng         |
| 2010  | Justin Eleveld Jannick Lupescu                                    | Duilio Beretta Roberto Quiroz                       | Liam Broady Tom Farquharson               | Duilio Beretta Roberto Quiroz             |
| 2011  | Filip Horanský Jiří Veselý                                        | Andres Artunedo Roberto Carballés Baena             | George Morgan Mate Pavić                  | Julian Lenz Robin Kern                    |
| 2012  | Liam Broady Joshua Ward-Hibbert                                   | Andrew Harris Nick Kyrgios                          | Andrew Harris Nick Kyrgios                | Kyle Edmund Frederico Ferreira Silva      |
| 2013  | Jay Andrijic Bradley Mousley                                      | Kyle Edmund Frederico Ferreira Silva                | Nick Kyrgios Thanasi Kokkinakis           | Kamil Majchrzak Martin Redlicki           |
| 2014  | Lucas Miedler Bradley Mousley                                     | Benjamin Bonzi Quentin Halys                        | Orlando Luz Marcelo Zormann               | Omar Jasika Naoki Nakagawa                |
| 2015  | Jake Delaney Marc Polmans                                         | Álvaro López San Martín Jaume Munar                 | Lý Hoàng Nam Sumit Nagal                  | Félix Auger-Aliassime Denis Shapovalov    |
| 2016  | Alex de Minaur Blake Ellis                                        | Yishai Oliel Patrik Rikl                            | Kenneth Raisma Stéfanos Tsitsipás         | Juan Carlos Aguilar Felipe Meligeni Alves |
| 2017  | Hsu Yu-hsiou Zhao Lingxi                                          | Nicola Kuhn Zsombor Piros                           | Axel Geller Hsu Yu-hsiou                  | Hsu Yu-hsiou Wu Yibing                    |
| 2018  | Hugo Gaston Clément Tabur                                         | Ondrej Styler Naoki Tajima                          | Yankı Erel Otto Virtanen                  | Adrian Andreev Anton Matusevich           |
| 2019  | Jonáš Forejtek Dalibor Svrčina                                    | Matheus Pucinelli de Almeida Thiago Agustín Tirante | Jonáš Forejtek Jiří Lehečka               | Eliot Spizzirri Tyler Zink                |
| 2020  | Nicholas David Ionel Leandro Riedi                                | Flavio Cobolli Dominic Stricker                     | Non joué                                  | Non joué                                  |
| 2021  | Non joué                                                          | Arthur Fils Giovanni Mpetshi Perricard              | Edas Butvilas Alejandro Manzanera Pertusa | Max Westphal Coleman Wong                 |
| 2022  | Bruno Kuzuhara Coleman Wong                                       | Edas Butvilas Mili Poljičak                         | Sebastian Gorzny Alex Michelsen           | Ozan Baris Nishesh Basavareddy            |
| 2023  | Learner Tien Cooper Williams                                      | Yaroslav Demin Rodrigo Pacheco Méndez               | Jakub Filip Gabriele Vulpitta             | Max Dahlin Oliver Ojakaar                 |
| 2024  | Maxwell Exsted Cooper Woestendick                                 | Nicolai Budkov Kjær Joel Schwärzler                 | Alexander Razeghi Max Schönhaus           | Maxim Mrva Rei Sakamoto                   |
| 2025  | Maxwell Exsted Jan Kumstát                                        | Oskari Paldanius Alan Ważny                         | Oskari Paldanius Alan Ważny               |                                           |

* de 1977 à 1985, l'Open d'Australie a lieu en décembre, après l'US Open.